# ВЕЦ „Шпиле“
„Шпиле“ (на македонска литературна норма: Шпиље, Шпилје) е водноелектрическа централа в западната част на Северна Македония, разположена в стената на изкуственото Дебърско езеро. Централата функционира от 1969 година. Има три турбини с номинална мощност 23MW всяка, а цялостната ѝ инсталирана мощност е 85MW. В 1992 – 2003 година средното годишно производство на централата е 226 GWh, като най-голямо е в 1996 – 352,3 GWh.
Централата е собственост на държавното предприятие „Електрани на Македония“ (ЕЛЕМ).